# Župnija Begunje pri Cerknici
Župnija Begunje pri Cerknici je rimskokatoliška teritorialna župnija dekanije Cerknica nadškofije Ljubljana.